# Massa (filosofia)
Il termine massa, da un punto di vista filosofico, esprime un concetto di frequente considerato come in antitesi alla libertà e responsabilità propria dell'individuo nella sua singolarità ; tuttavia, in particolare nella contemporaneità, il termine ha assunto un valore diverso, in relazione alla sua capacità di contrapporsi, sia pure in modo non sempre pienamente cosciente, in difesa dei propri interessi, all'élite conservatrice, operando in questo modo per un rinnovamento nei rapporti economici e politici della società.

## Etimologia
Il termine deriva dalla parola greca μαζα (maza) che indica l'impasto per fare il pane e dal verbo μάσσειν (massein) che vuol dire impastare.
Quindi l'etimologia indica il significato di massa come insieme più o meno indifferenziato di individui come sembrano attestare un brano di S.Paolo che descrive come un vasaio crei dalla stessa massa d'argilla "vasi d'ira" e "vasi di misericordia"  e  Agostino d'Ippona, che afferma che tutta l'umanità a causa del peccato originale è ora una massa di peccatori .

## Significato e realtà

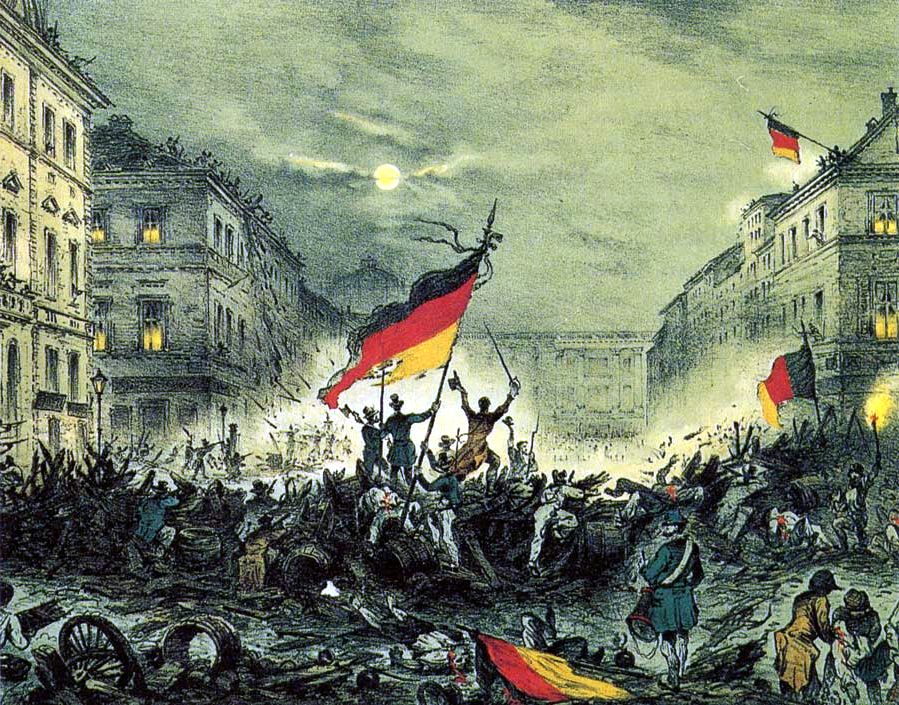
La massa rivoluzionaria del 1848 a Berlino

Nell'antichità il termine fu usato in senso negativo e dispregiativo. I Padri della Chiesa per indicare come i peccatori fossero destinati alla dannazione eterna parlavano di "massa perditionis" (massa dannata) . Un significato diverso, ma altrettanto negativo, Joseph de Maistre dava al termine convinto che le masse quando tentano con la violenza di conquistare il potere distruggono le fondamenta dell'ordine sociale.
Questa quantità indistinta che sottintende il termine massa, quando nell'età romantica viene indicata con la parola "popolo", acquista invece un significato positivo: il popolo è depositario di valori spontanei e buoni ed è ad essi che ad esempio, l'artista deve ispirarsi. Nella ricerca dei valori culturali si scopre quella forma di produzione spirituale non individuale e collettiva che è il folklore .
Nelle lotte politiche all'inizio del XIX secolo il popolo rivoluzionario è visto da Jules Michelet come una forza creatrice della nuova storia francese, attraverso di esso la Francia è rinata eliminando la vecchia aristocrazia che la teneva ferma nella storia. È "il popolo, tutti"  che ha preso la Bastiglia e ha dato inizio alla nuova Francia, lo stesso popolo che per Edmund Burke è invece semplice plebaglia.
Nelle successive lotte nazionali per l'indipendenza nascono le tesi contrapposte per cui questa deve essere affidata e gestita da un'élite consapevole dei valori nazionali, mentre per altri dev'essere il popolo, depositario del sentimento nazionale, a conquistarsi la libertà. Si vedano ad esempio nel Risorgimento italiano i progetti politici contrapposti di Gioberti che affida il compito dell'unità italiana ad una borghesia elitaria che ha assorbito in sé la plebe, e quello di Mazzini che vede nel popolo la missione rivoluzionaria unitaria che lo stesso Dio gli ha affidato.
In effetti sia nel senso negativo che in quello positivo si trasferiscono nelle masse i propri desideri più che considerarle nella loro effettiva realtà. Per cui nella massa intesa come plebaglia vi è la condanna ideologica della rivoluzione oppure, al contrario, le masse vengono viste come portatrici di forze progressive quando attuano la rivoluzione e se questa non nasce allora le stesse masse divengono vigliacche e traditrici dell'Idea. Quando Robespierre verrà abbandonato dalle masse dei sanculotti allora dichiarerà che continuerà a combattere per il popolo dell'avvenire non essendo quello del presente cosciente della sua missione.

### I tentativi di definizione
La difficoltà di definire il significato del termine dipende non solo dalla valenza politica che gli si attribuisce ma anche dai diversi modi di approccio alla descrizione del fenomeno.
- Per la statistica le masse sono considerate dal punto di vista numerico, come insiemi quantitativi;
- da un punto di vista culturale essa è valutata in base al criterio dell'alfabetizzazione, dell'istruzione etc.;
- per la sociologia la considerazione delle masse è legata alle modalità con cui esse si costituiscono e dalle relazioni che esse costruiscono e mantengono con altre componenti sociali,
- ed infine per la psicologia le masse sono denotate dalla comunanza di comportamenti emozionali o passionali.

Secondo alcuni può quindi essere rilevante una interpretazione del fenomeno della massa che la riconduca a una dimensione storica, osservandone l'evoluzione e considerando l'intersecazione dei vari piani di significato.

## Le masse e la storiografia
La storiografia ha, si può dire, da sempre dibattuto se sia la massa protagonista della storia o l'individuo. Il problema è stato visto come risolto considerando che tutto dipende in fondo dall'interesse che ha indirizzato lo storico all'interpretazione del fenomeno storico. Quando cioè sono comparse nella storiografia le nuove correnti interpretative basate su un interessi particolari per le collettività umane, ecco che la massa diventa protagonista della storia.
Il pensiero storiografico europeo ai suoi inizi nel Medioevo si rifaceva a due capostipiti dell'antichità classica: Tito Livio era l'esponente di una storia basata sugli uomini e gli avvenimenti, mentre Erodoto accentrava il suo discorso storico sui popoli, sui loro costumi e sulle civiltà.
La massa passa in secondo piano nella storiografia dei popoli e in quella delle nazioni nella scuola storiografica romantica e positivista che mettono in primo piano i protagonisti individuali che guidano il corso storico. Se si parla delle masse lo si fa in termini individuali "La Francia è una persona" scriveva Michelet . Così alle patrie, alle nazioni, e alle civiltà si attribuivano caratteristiche individuali provvisti di facoltà e volontà come quelle umane ("I tedeschi cercano la rivincita") e di questo si faranno allora interpreti le autorità politiche che si assegneranno il compito di rappresentare la volontà delle masse, assumendosene gli interessi e i sentimenti collettivi. Le masse divenivano una materia amorfa per cui ogni progresso e mutamento era opera degli individui..
La considerazione delle masse viste come inerti e passive nell'azione storica è presente anche nella produzione letteraria: come nelle tragedie greche le masse non intervengono mai nell'azione ma a differenza del coro, non capiscono gli avvenimenti in corso così anche nei drammi storici di Shakespeare il proscenio è dominato dai grandi protagonisti e solo sullo sfondo appaiono le masse silenziose o acclamanti di cui si cerca l'appoggio per realizzare il proprio singolare destino.
Nel momento in cui la borghesia rivendica il suo ruolo di classe dirigente nei confronti dell'ordine privilegiato e parassitario della aristocrazia, gli storici sentono la necessità d'indicare il ruolo primario che le masse svolgono nella storia.
Nella sua prima lettera sulla storia di Francia Thierry si scagliava contro la storiografia tradizionale: " In questi racconti vagamente pomposi, in cui un piccolo numero di personaggi privilegiati occupano da soli la scena politica e in cui la massa intera della nazione sparisce dietro i mantelli di corte, non troviamo né un'istruzione significativa, né delle lezioni indirizzate a noi, né questo interesse e simpatia che collegano in generale gli uomini alla sorte che li riunisce" 
Il dibattito sul ruolo delle masse nella storia non era del resto nuovo in Francia: sin dal giugno 1789 negli Stati generali si dibatteva polemicamente il significato da dare al termine "popolo": se "populus" o "plebs" .
Lentamente ma decisamente cambia la prospettiva storica che ora è vista dal basso in alto. Il mondo sta cambiando e lo storico ne viene influenzato: Tocqueville nota come proprio questa nuova prospettiva, che per lui è lo "spettacolo" del Nuovo Mondo, spieghi la differenza tra gli storici "aristocratici" del passato che concepivano una storia fatta da eminenti singoli personaggi e gli storici "democratici" che, cercando le grandi cause dei fenomeni storici, le vedevano nell'azione delle masse piuttosto che in quella degli individui.
Se, in conclusione, sul piano della filosofia della storia ogni storico, in riferimento al suo limitato orizzonte storico culturale, ha valutato in modo diverso le caratteristiche delle masse attribuendo loro un ruolo passivo o uno attivo, è sul piano della effettiva realtà storica, che la considerazione delle masse acquista valore reale e la loro azione può essere verificata.
Nel ruolo della masse inoltre bisogna anche considerare la dimensione temporale presa in considerazione da chi studia le azioni umane. In uno spazio temporale ristretto il ruolo delle masse può essere identificato con quello delle plebi, assembramenti temporanei, ma da quando l'osservazione storica si è dilatata sul lungo periodo, le masse si affermano in primo piano sulla scena storica.

## Le masse nella filosofia

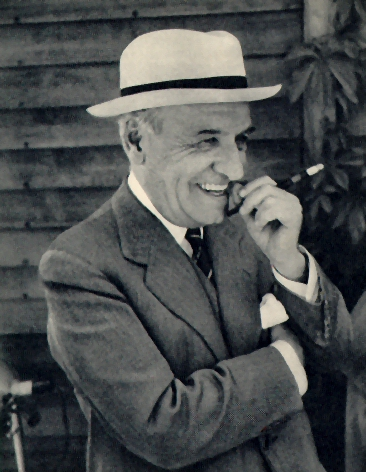
José Ortega y Gasset

La filosofia non sembra aver mai voluto assegnare alle masse un significato positivo.
Il prevalere delle masse nella storia diventa argomento fondante nella scuola marxista.
In effetti Marx nell'elaborazione del suo pensiero politico, nella prima fase giovanile usa il termine "masse" come contrapposto a quello di "società" intendendo che le masse sono quelle emarginate da un qualsiasi ruolo sociale attivo e prive di una precisa connotazione.
Successivamente Marx distingue nettamente tra "masse" e "coscienza di classe": connotazione questa che non può appartenere alle masse indistinte che sul piano di una filosofia della storia hanno certamente un ruolo creatore nella storia ma sul piano storico-politico è decisiva invece la coscienza di classe riferita a individui, gruppi che spinti dalla difesa dei loro interessi realizzano il fenomeno storico. Sarà quindi il proletariato  che, acquisita la sua coscienza di classe, attuerà la sua missione storica.
Il proletariato quindi rappresenterà gli interessi delle masse popolari che non vengono messe da parte nella loro funzione di eroiche creatrici di storia, ma certamente sminuite perché esse assumono la caratteristica di truppe che senza l'organizzazione degli stati maggiori diverrebbero una folla sbandata e caotica. È il proletariato, soggetto della storia, che sfrutterà l'azione negativa e distruttiva delle masse, per costruire dialetticamente l'ordine nuovo.
Il pensiero politico socialista rivoluzionario si poneva il problema di chi potesse essere il portatore dei valori contrari ai regimi reazionari. I programmi ideologici prevedevano due possibilità su chi fossero depositari di quei valori: o i gruppi più oppressi, o soltanto il gruppo più attivo che si facesse carico della sua missione storica. Si partiva dalla convinzione che la masse indottrinate a lungo e abituate a vivere nell'ordine difficilmente si sarebbero fatti condurre alla rivoluzione. Solo con e dopo la rivoluzione il popolo, non più massa, avrebbe preso coscienza e si sarebbe elevato culturalmente. Trotsky scriveva nel 1920 che l'uomo medio si innalzerà, grazie alla rivoluzione all'altezza di Aristotele .
Così anche Auguste Blanqui, prima del 1848 era convinto che la rivoluzione trascinando con sé le masse le avrebbe fatte progredire nella coscienza politica. Dopo gli avvenimenti del 1848 dovette constatare che le masse erano rimaste passive e che lo stesso suffragio universale aveva indebolito il governo provvisorio rivoluzionario.

La valutazione negativa delle masse emerge in modo rilevante nel pensiero di José Ortega y Gasset nella sua opera "La ribellione delle masse" scritta quando nella Spagna invertebrada (senza spina dorsale)  si affermava la dittatura di Primo de Rivera. Egli si rende conto che nella storia è comparso un nuovo soggetto: le masse. La loro presenza non è dovuta ad un incremento demografico dell'Europa che "in tre generazioni ha prodotto in misura gigantesca sostanza umana"  - la moltitudine di individui era presente sin dall'epoca della Prima rivoluzione industriale- ma alla massificazione della società. Gli uomini ora non solo si addensano ma condividono atteggiamenti tra i quali soprattutto quello di voler usufruire dei beni e dei vantaggi che il progresso ha messo a disposizione di tutti. Questo sviluppo esteso alla massa è un segno di progresso civile ma la negatività di questo stesso fenomeno, sta nel fatto che ora nella massa spariscono, si perdono nella mediocrità dell'uomo medio, proprio quelle eminenti personalità individuali che hanno determinato quello stesso progresso di cui la massa, inconsapevolmente e senza suo merito, gode.
Il progresso è dovuto proprio a quelle grandi figure protagoniste della storia che ora si sono appiattite, senza rendersene conto, al livello dell'uomo medio dove si trovano, tutto sommato a loro agio. Bisogna fare del tutto per far emergere dal conformismo i migliori, le forze nuove, altrimenti lo stesso progredire della civiltà può arrestarsi.
I migliori quindi dovranno restaurare il liberalismo, il migliore dei sistemi politici, basato sulla mediazione, il confronto e il rispetto delle opinioni divergenti dalle proprie, cioè proprio su quello che la masse odiano: la diversità, poiché esse si trovano confortate nella mediocrità di una condivisione irriflessa delle opinioni e degli atteggiamenti.
La ricerca dei migliori però non deve portare alla dittatura poiché questa è invece l'espressione della massa. I regimi autoritari soddisfano l'omologazione della massa. Tantomeno è auspicabile l'avvento di quei regimi "democratici", che tali non sono ma che piuttosto rappresentano la volontà della massa di avere tutto dallo Stato senza merito e competizione e senza assumersi alcuna responsabilità.
La corrente esistenzialistica non poteva non giudicare negativamente il fenomeno delle masse, attenta com'è alle caratteristiche esistenziali del singolo.
In particolare Heidegger ritiene che il concetto di massa contraddica il senso della responsabilità causando quella realtà alienata e spersonalizzata che egli chiama il mondo del "Man", del "si" spersonalizzato e qualunque .
In conclusione, uno dei rari difensori della società di massa Shils  vede come le società moderne hanno progredito non solo materialmente ma hanno elaborato rapporti di solidarietà sociale che le società antiche non avevano mai conosciuto. Una solidarietà orizzontale dove lo sviluppo della scolarizzazione e la volgarizzazione della cultura costituiscono fattori d'integrazione sociale.